# Зелена (річка, Крим)
Зелена (крим. Yeşil) — маловодна балка у Джанкойському районі Криму.
Довжина водотоку – 5,7 км, площа водозбірного басейну – 169 км².
На сьогодні за номенклатурою Північнокримського каналу, є головним колектором № 7 каналу довжиною 25,3 км (у тому числі по руслу річки 5,7 км), що покриває площу з дренажною мережею 5601 гектар.
Зелена проходить у північному напрямку, ложе балки складається з алювіальних (заплавних) суглинків та супісків, зверху покритих лугово-каштановими солонцюватими ґрунтами та їх поєднаннями з лугово-степовими солонцями.
Впадає в солончак затоки Сиваш приблизно за 2 км на схід від села Новокостянтинівка на позначці — 0,4 м від рівня моря.
Водоохоронна зона балки – 50 м.